# Unitárius Tudósító
Unitárius Tudósító – A kolozsvári unitárius egyházközség gyülekezeti lapja. 1930–1931-ben Szent-Iványi Sándor szerkesztésében jelent meg. Összesen négy lapszáma ismeretes (1930. június, október, december és 1931. február). Később, 1948. február–márciusban körlevél és kézirat gyanánt még egy száma kereste fel Kolozsvár unitárius híveit. Az egyházközség életével, fontosabb eseményeivel foglalkozott, közölte az istentiszteletek, a vasárnapi iskola időpontját, tájékoztatott az egyházközség keretein belül működő egyesületek, így például a Dávid Ferenc Egylet Nőszövetsége, Ifjúsági Köre, Leányklubja, a Dávid Ferenc Vegyeskar, Vidéki Nők Egyesülete, Kolozsvári Unitárius Iparosok és Kereskedők Köre tevékenységéről. 